# Vuurtoren Ameland
De Vuurtoren van Ameland (ook bekend als Bornrif) is een vuurtoren op het waddeneiland Ameland in de Nederlandse provincie Friesland.

## Beschrijving
De vuurtoren werd in 1881 gebouwd, in opdracht van Koning Willem III. De toren is ontworpen door Quirinus Harder en werd gebouwd door gieterij Nering Bögel in Deventer. De afzonderlijke segmenten zijn naar Ameland verscheept en ter plaatse op elkaar geplaatst. De vuurtoren is 55,3 meter hoog en telt 15 verdiepingen. De trap naar boven heeft 236 treden, exclusief de treden naar de top. 
Na de Tweede Wereldoorlog kwam er tijdelijk een zeer zwak noodoptiek op de toren. Hierdoor kreeg de toren de naam schemerlamp. In 1952 werd dit vervangen door een optiek afkomstig van de voormalige vuurtoren het Westhoofd bij Ouddorp. Dit licht heeft een sterkte van 4.400.000 candela.
In 1988 is het oude lichthuis vervangen door een nieuw exemplaar om een radarantenne te kunnen dragen. Dit oude lichthuis staat tegenwoordig op het dak van Maritiem Centrum Abraham Fock te Hollum.
De vuurtoren is sinds 1982 een rijksmonument. Tot 2005 was de vuurtoren tevens in gebruik door de kustwacht. Het eigendom van de vuurtoren is daarna overgegaan naar de gemeente Ameland waarbij de ruimtes in gebruik zijn genomen als museum.
Op ongeveer 80 meter zuidoostelijk van de voet van de toren zijn de voormalige lichtwachterswoningen te vinden.

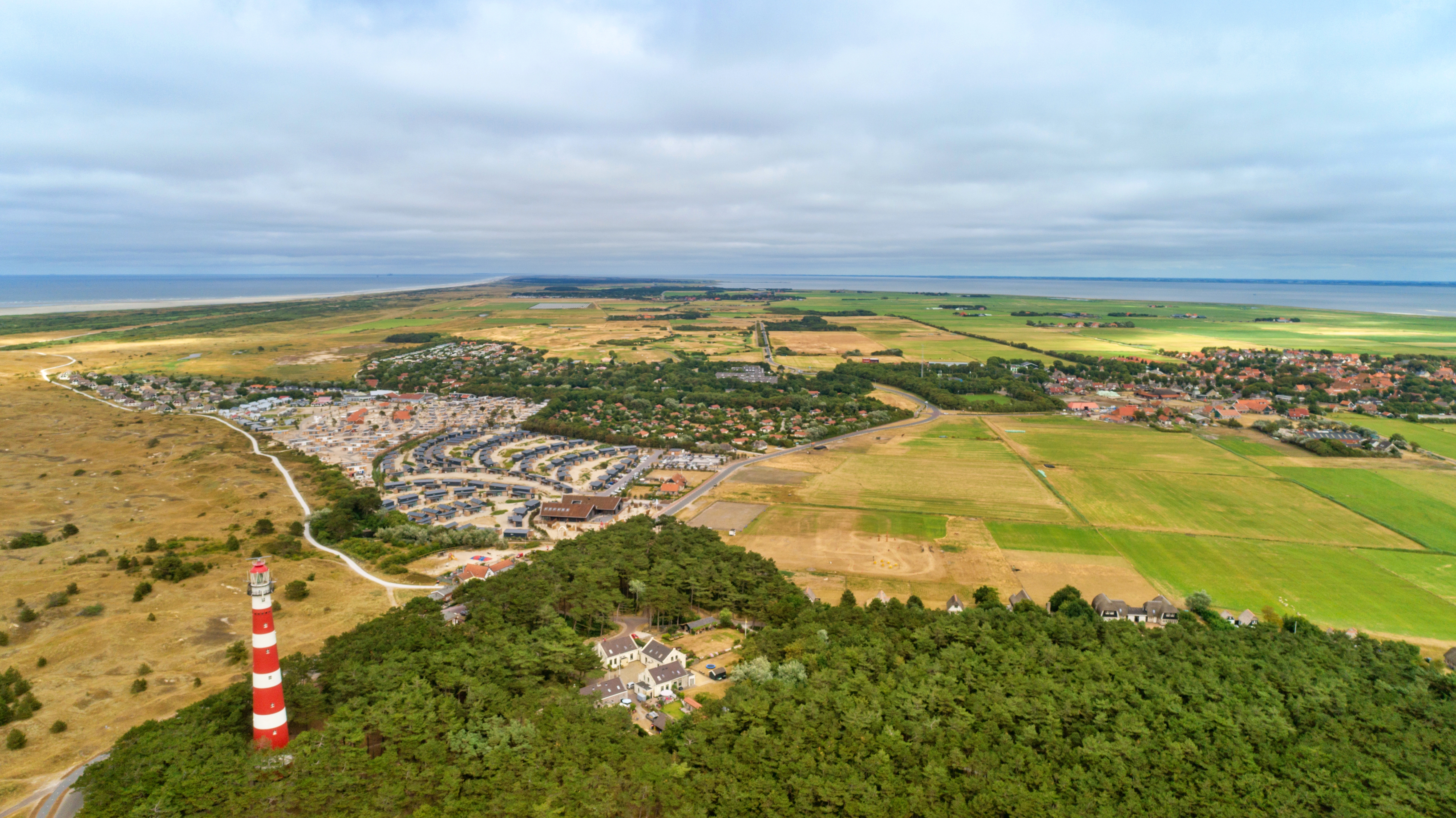
Luchtfoto van de vuurtoren bij Hollum
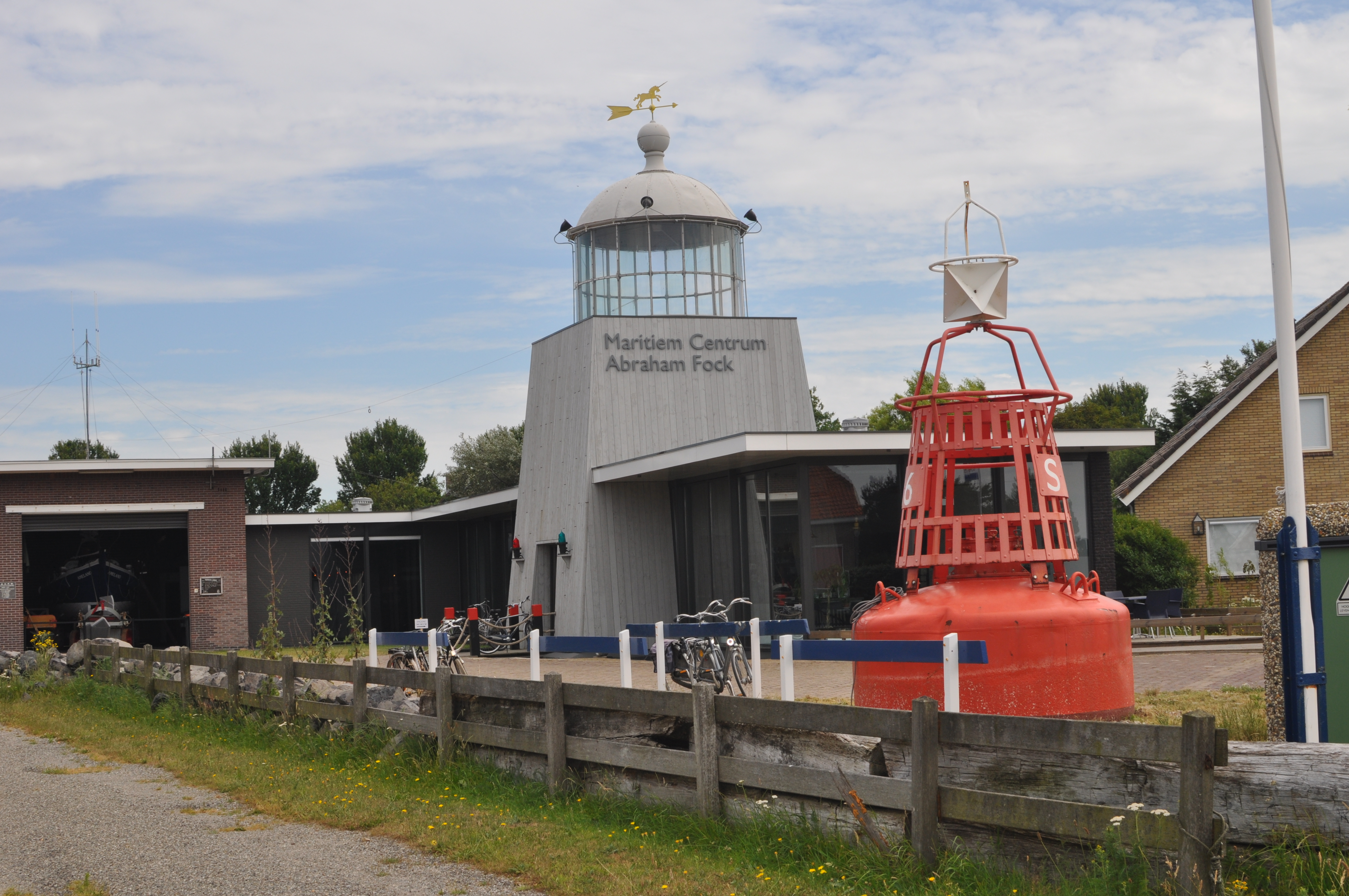
Voormalig lichthuis op het dak van Maritiem Centrum Abraham Fock
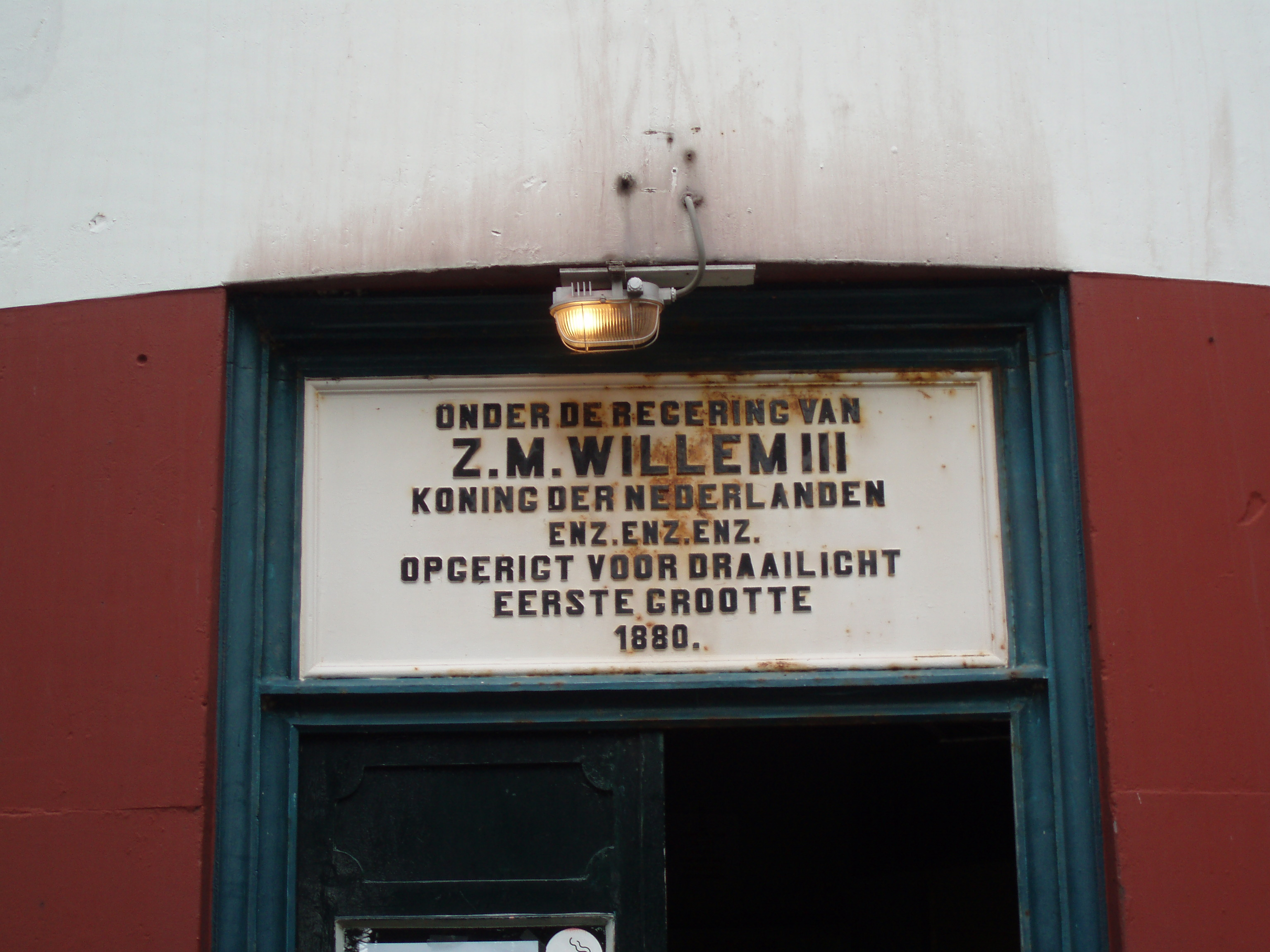
Tekst boven ingang: Willem III 1880
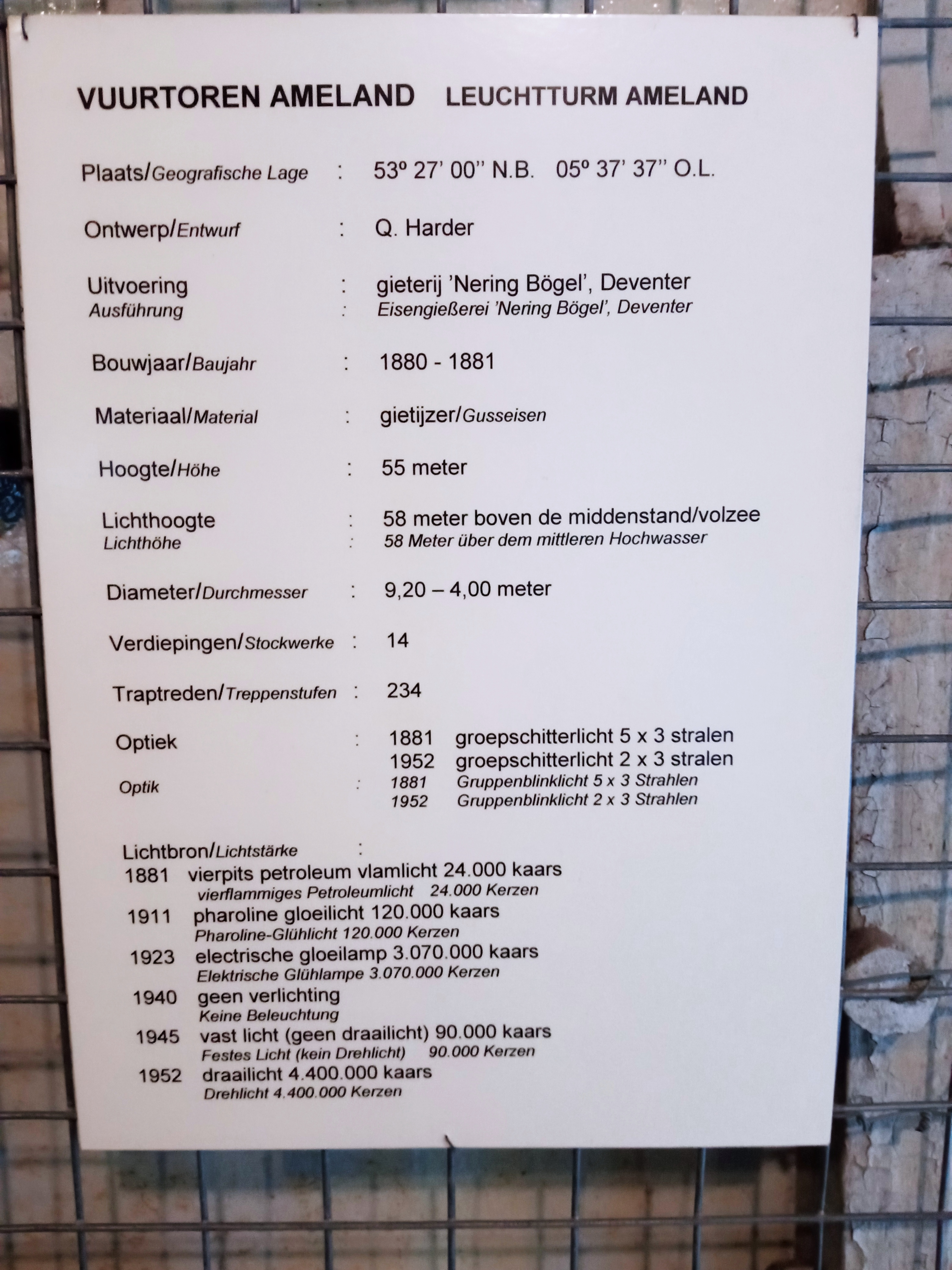
Kenmerken inclusief lampinformatie
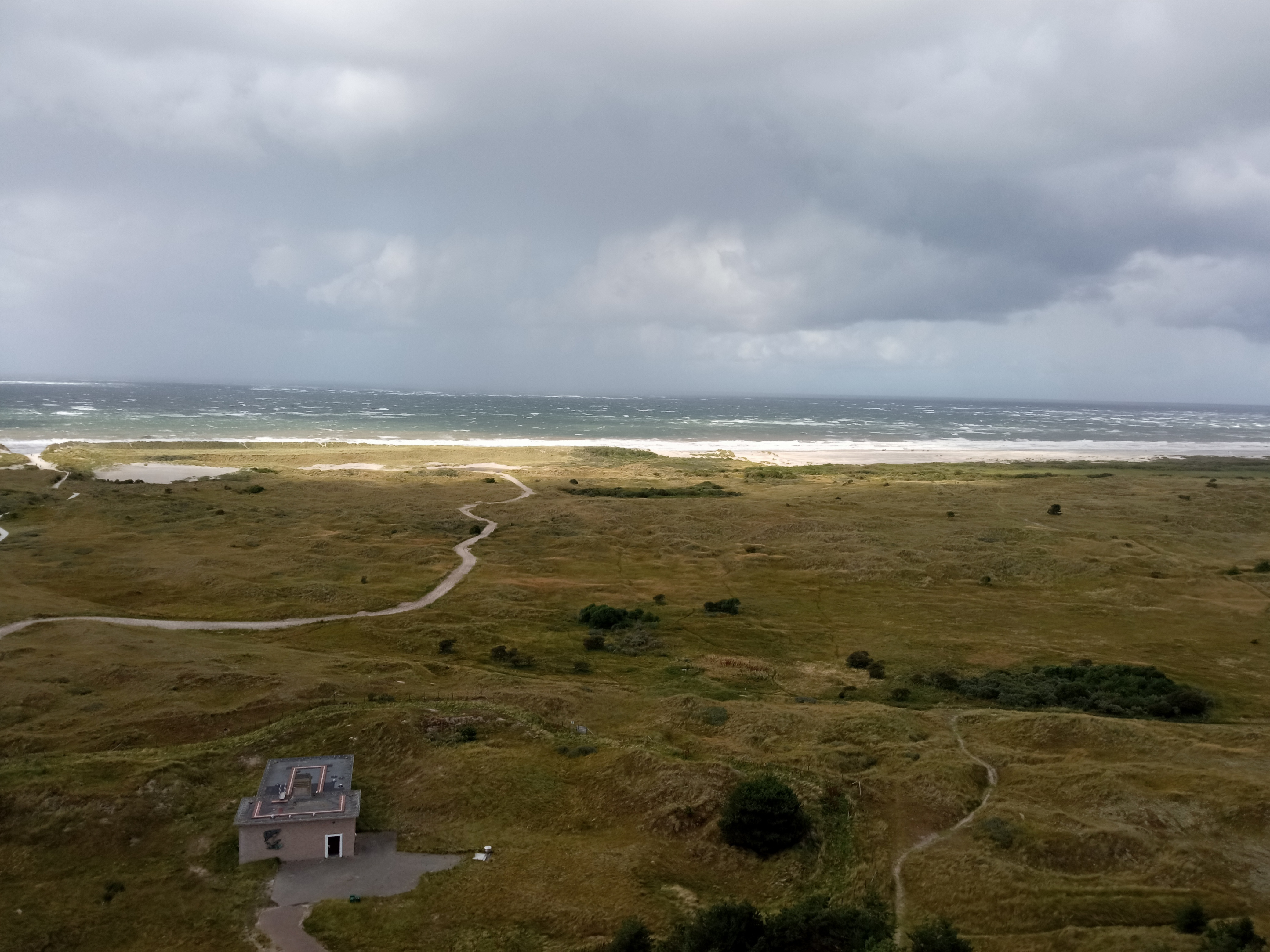
Uitzicht op het strand

## Expositieruimte
Sinds eind 2004 is de toren eigendom van de gemeente Ameland en sinds 26 maart 2005 is de toren weer voor toeristen toegankelijk. De toren wordt als expositieruimte gebruikt. Bovenin is een werkkamer ingericht zoals deze vroeger door de vuurtorenwachter werd gebruikt.

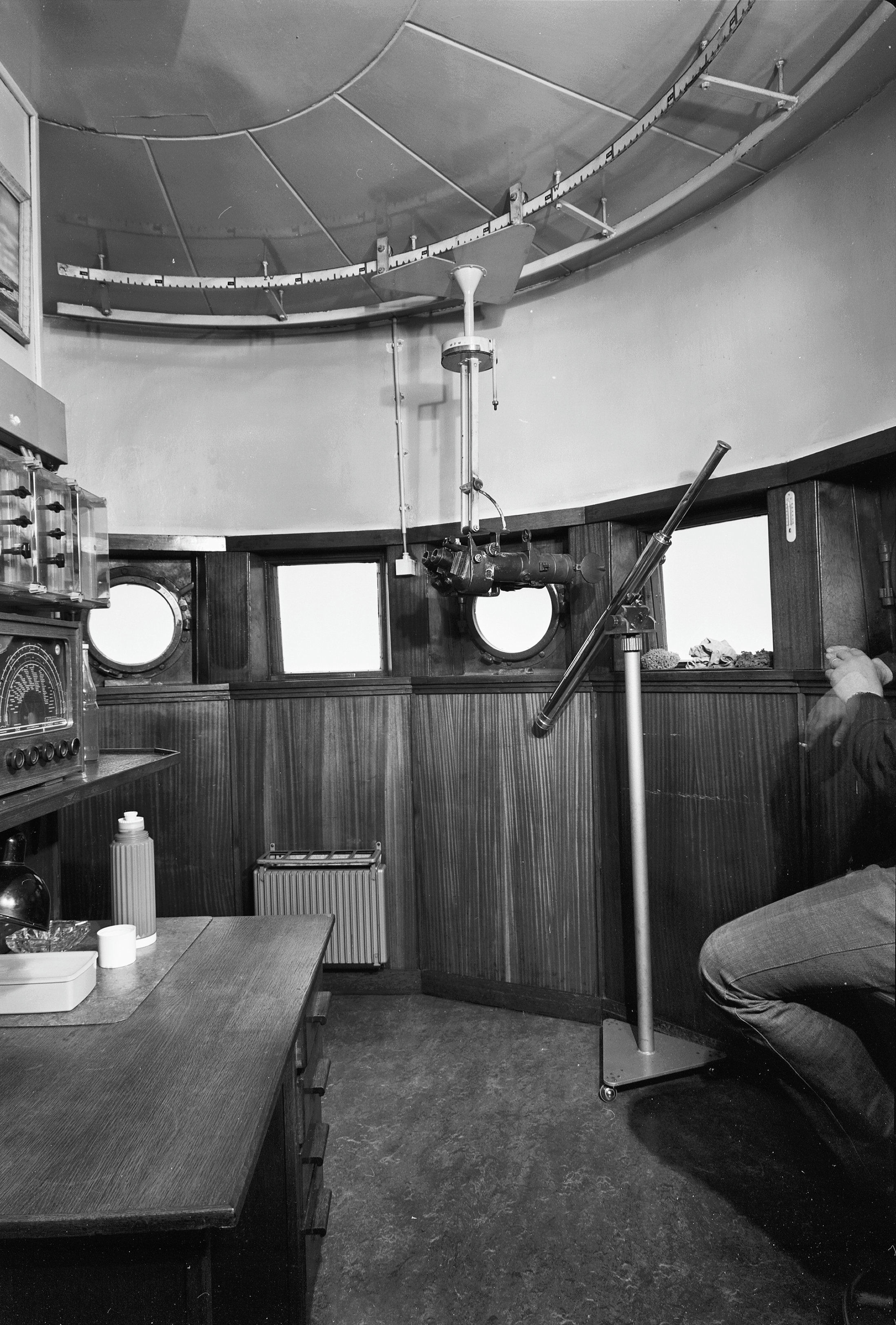
Interieur lichtwacht in 1976
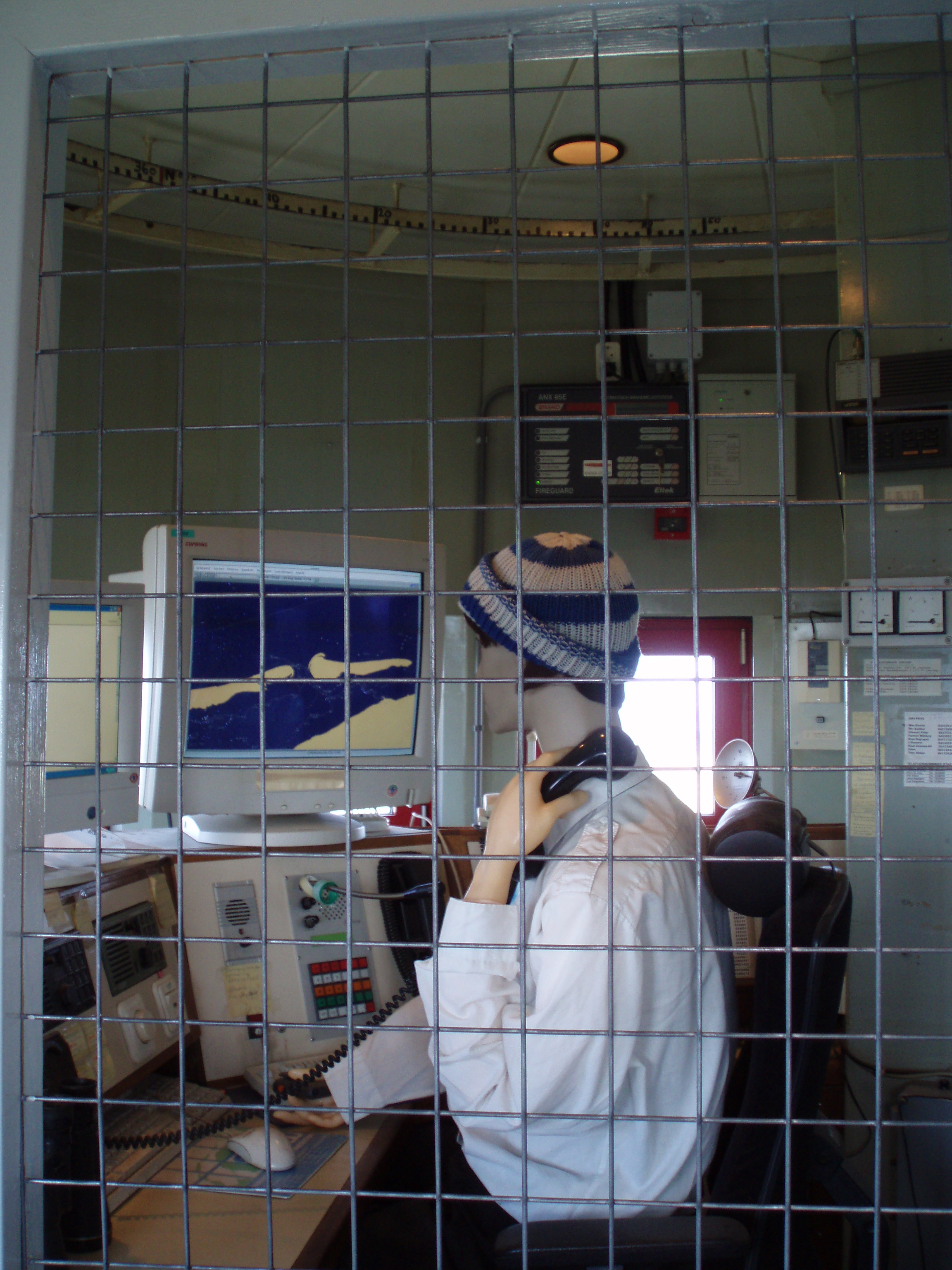
Museum
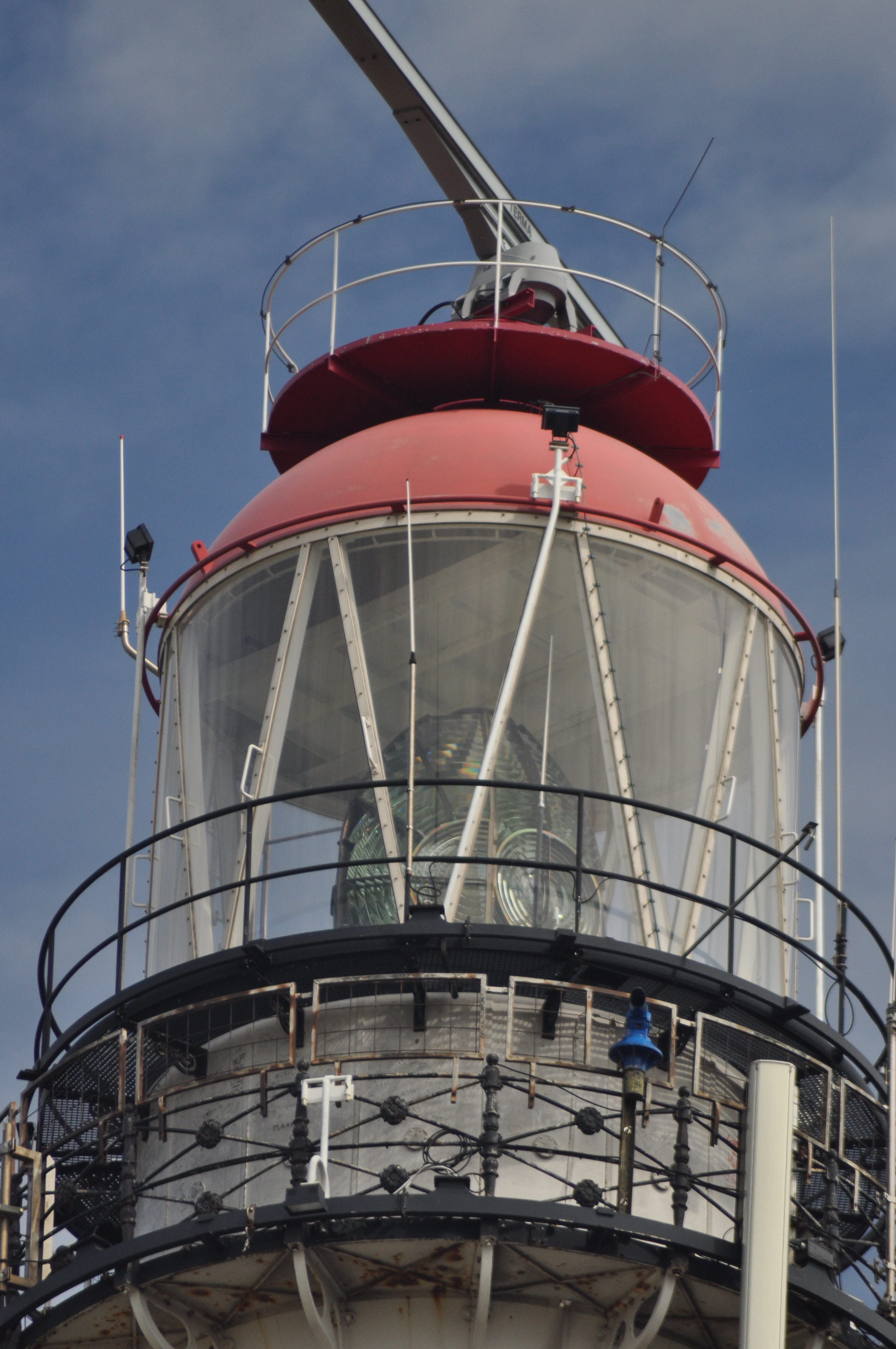
Lichthuis